# Râul Mijlocia
Râul Mijlocia este un curs de apă, afluent al râului Bistra. 

## Hărți
- Harta Județul Sibiu
- Harta Munții Cibin  Arhivat în 30 martie 2010, la Wayback Machine.
- Harta Munții Cindrelului [nefuncțională – arhivă]